# Stierenberg
Der Stierenberg (Schreibweise lt. Bundesamt für Landestopografie: Stereberg) mit einer Höhe von 872 m ü. M. ist eine Erhebung westlich von Menziken im Schweizer Kanton Aargau.

## Lage

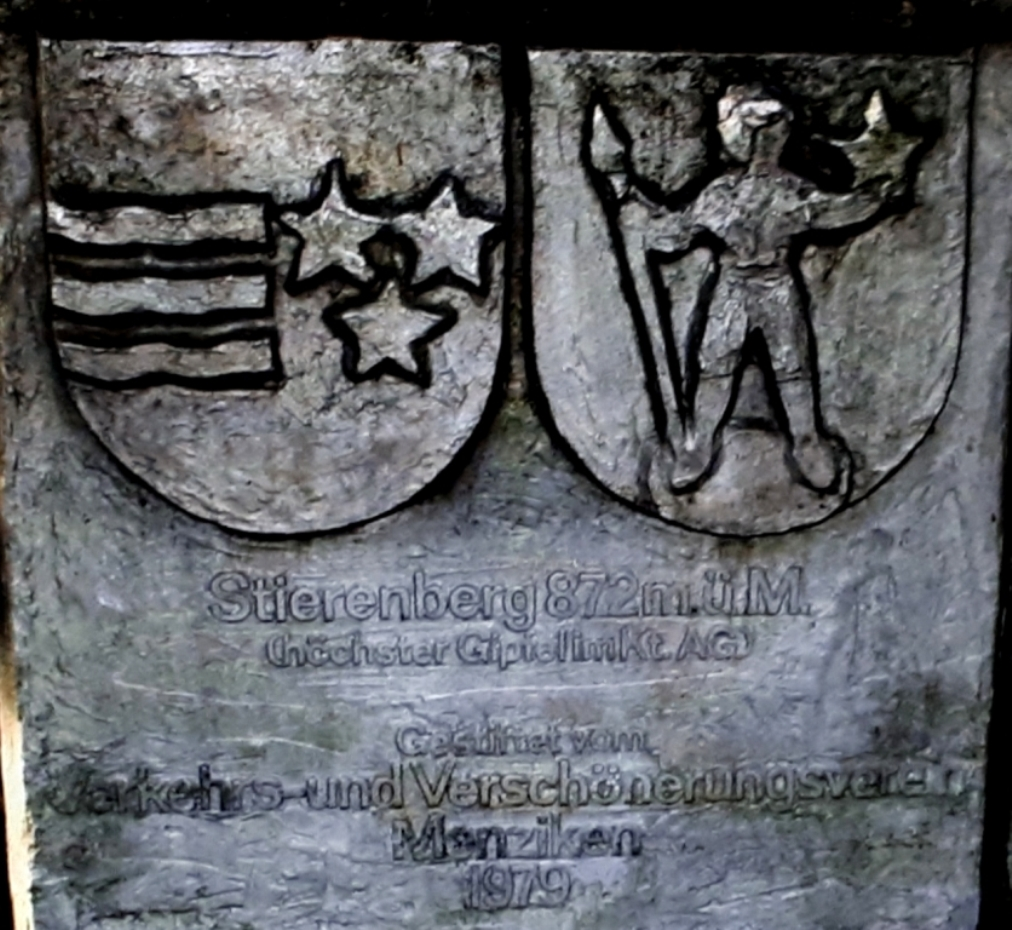
Betontafel auf dem Stierenberg

Der Stierenberg ist der höchste vollständig auf Kantonsgebiet liegende Gipfel im Kanton Aargau. Es handelt sich dabei nicht um den höchsten Punkt des Kantons, welcher sich am Geissfluegrat nahe der Grenze zum Kanton Solothurn befindet. Die weiter unten liegenden Regionen des Stierenbergs befinden sich teilweise auf dem Gebiet des Kantons Luzern, darum gilt der Strihe als der höchste vollständig im Aargau liegende Berg.
Der Stierenberg ist eher flach und grösstenteils bewaldet, die Südosthänge werden als Kulturland genutzt.
Die Windenergie Stierenberg plant im Zusammenhang mit der Energiestrategie 2050 auf dem Stierenberg einen Windpark mit drei Windturbinen und einem jährlichen Stromertrag von rund 20,7 GWh.

## Erreichbarkeit
Für Fussgänger führen von allen Seiten gut markierte Wanderwege auf den Berg. Der höchste Punkt des Stierenberges befindet sich im Wald auf Menziker Boden, was durch Wappen und Stifter der dort aufgestellten Hinweistafel gekennzeichnet wird, ist jedoch auf Waldstrassen nur über Luzerner Hoheitsgebiet erreichbar. Die Tafel weist Wanderer zudem auf die Besonderheit als höchster Gipfel des Kantons Aargau hin.